# Hawksmoor
Hawksmoor est une chaine de restaurant locale de Londres, connue pour ses steaks et ses cocktails. Originellement établie à Spitalfields, près de l'endroit où l'architecte Nicholas Hawksmoor a construit l'église anglicane de Christ Church, elle s'est étendue aux quartiers de Seven Dials, Soho et Guidhall (situé dans la Cité de Londres),.

## Histoire
En 2006, le premier restaurant de la chaine est fondé par Will Beckett et Huw Gott. Ceux-ci avaient précédemment travaillé dans des bars et cuisines de l'East End de Londres et ouvert leur nouveau bar-restaurant sur la Commercial Road.
Le second restaurant à Seven Dials ouvre en 2010 et connaît un réel succès. Leur chiffre d'affaires passe alors de 4 M de £ à 11 M de £.
En 2013, les fondateurs cèdent la majorité des parts de la chaîne au groupe de capital-investissement Graphite Capital. La valeur de l'entreprise était estimée à 35 M de £ mais les fondateurs affirment vouloir continuer à travailler et à investir dedans.

## Galerie

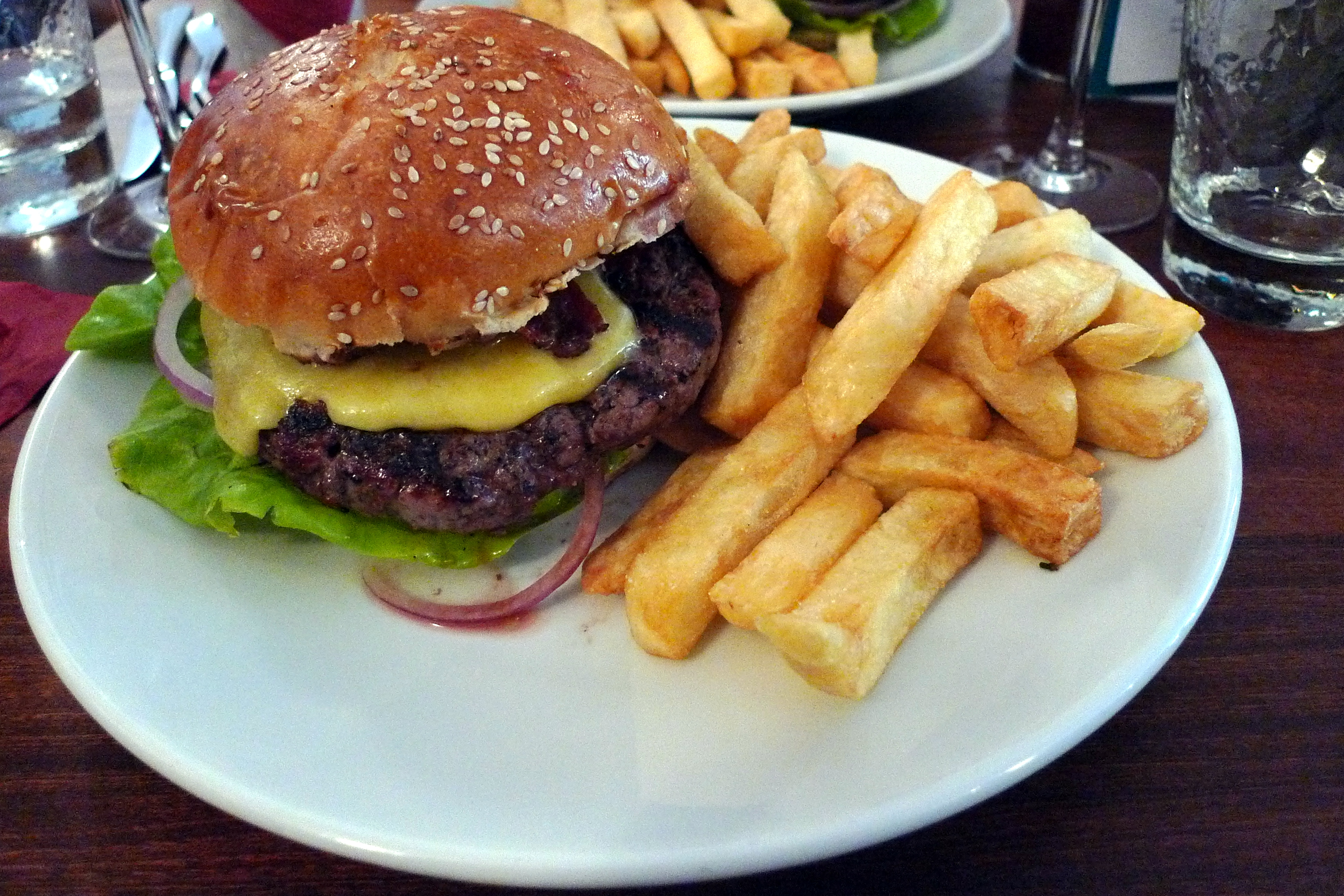
Le Hawksmoor burger à Spitalfields avec des frites
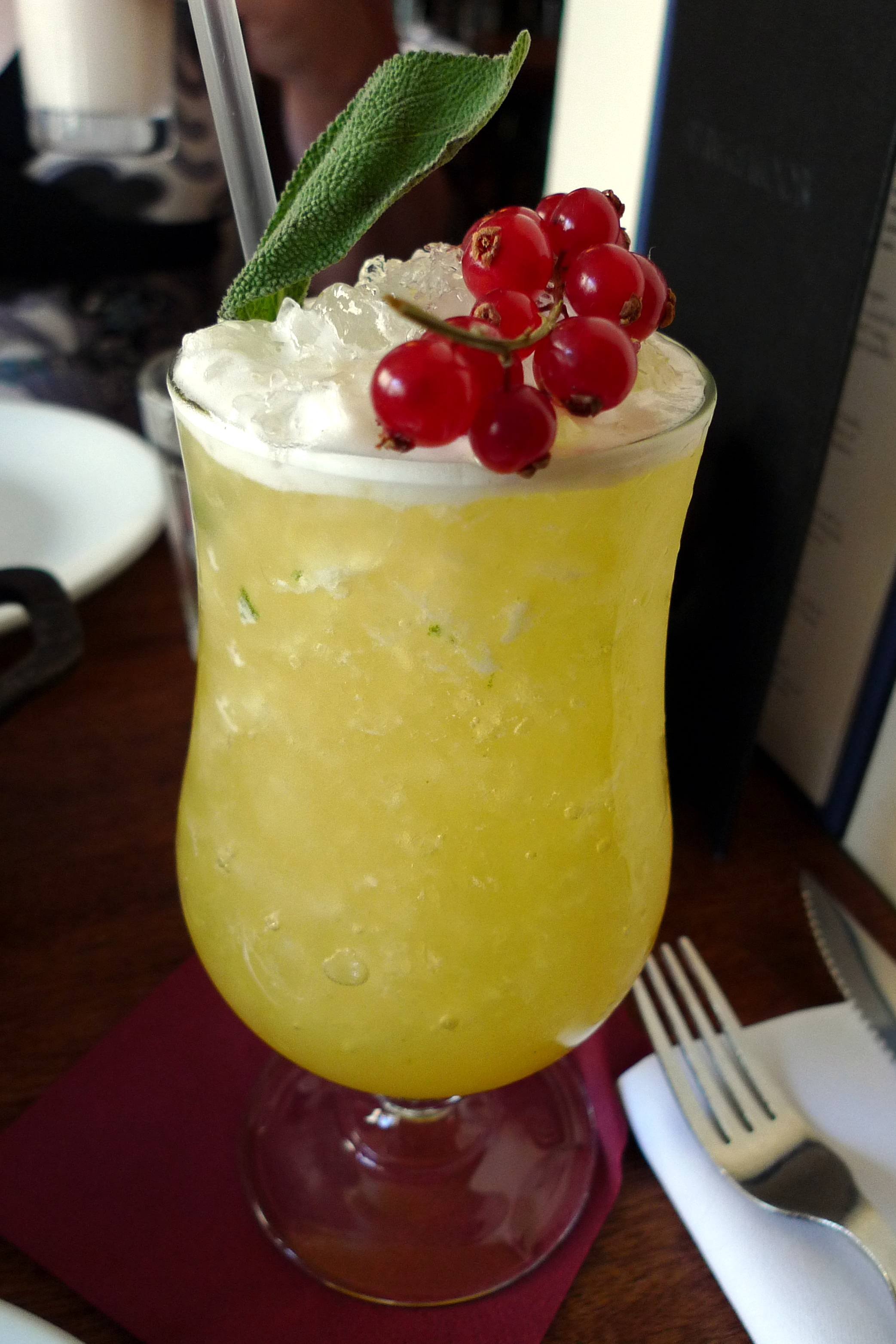
Le cocktail St Croix Rum Fix
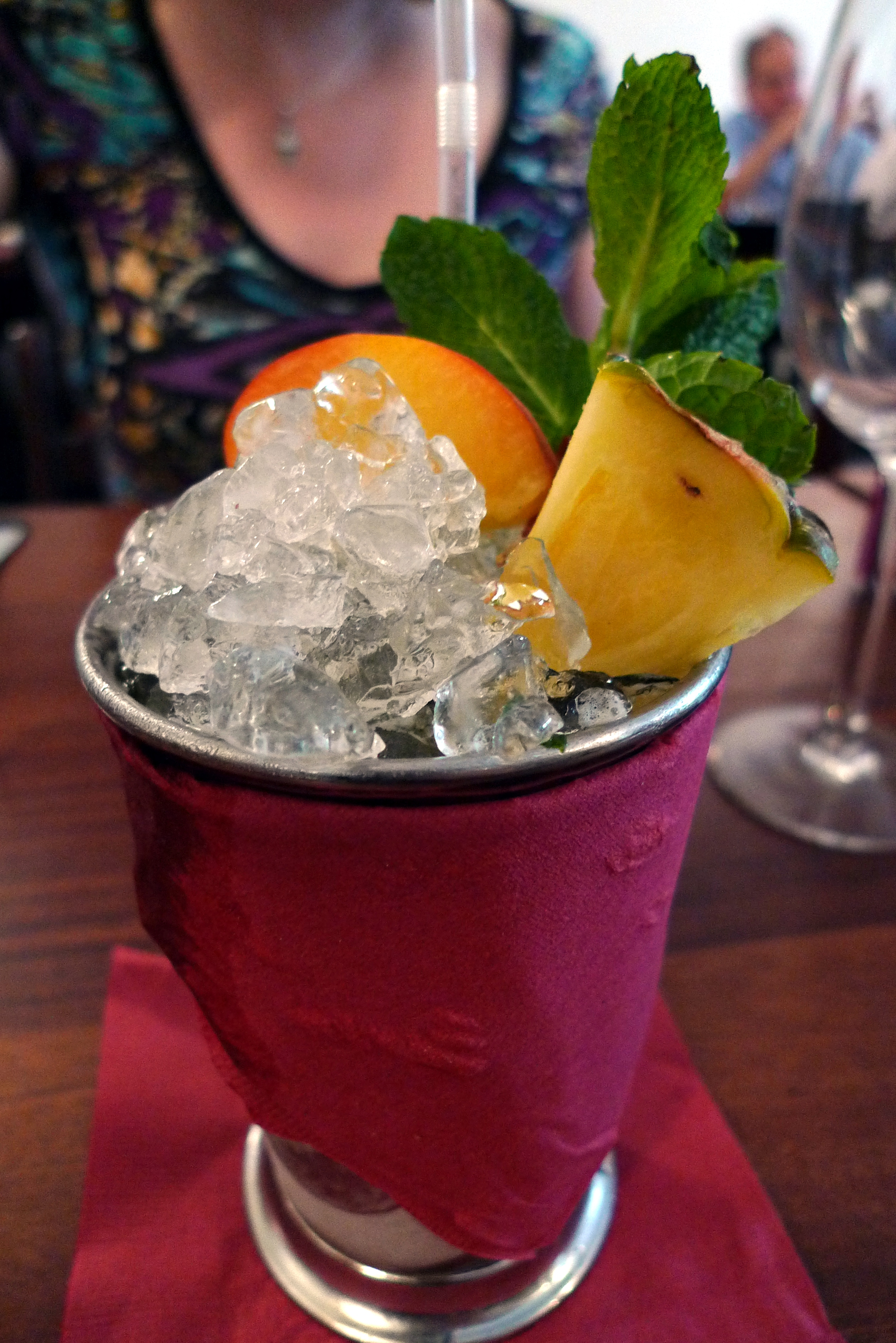
Un Mint julep à base de pêche de Géorgie
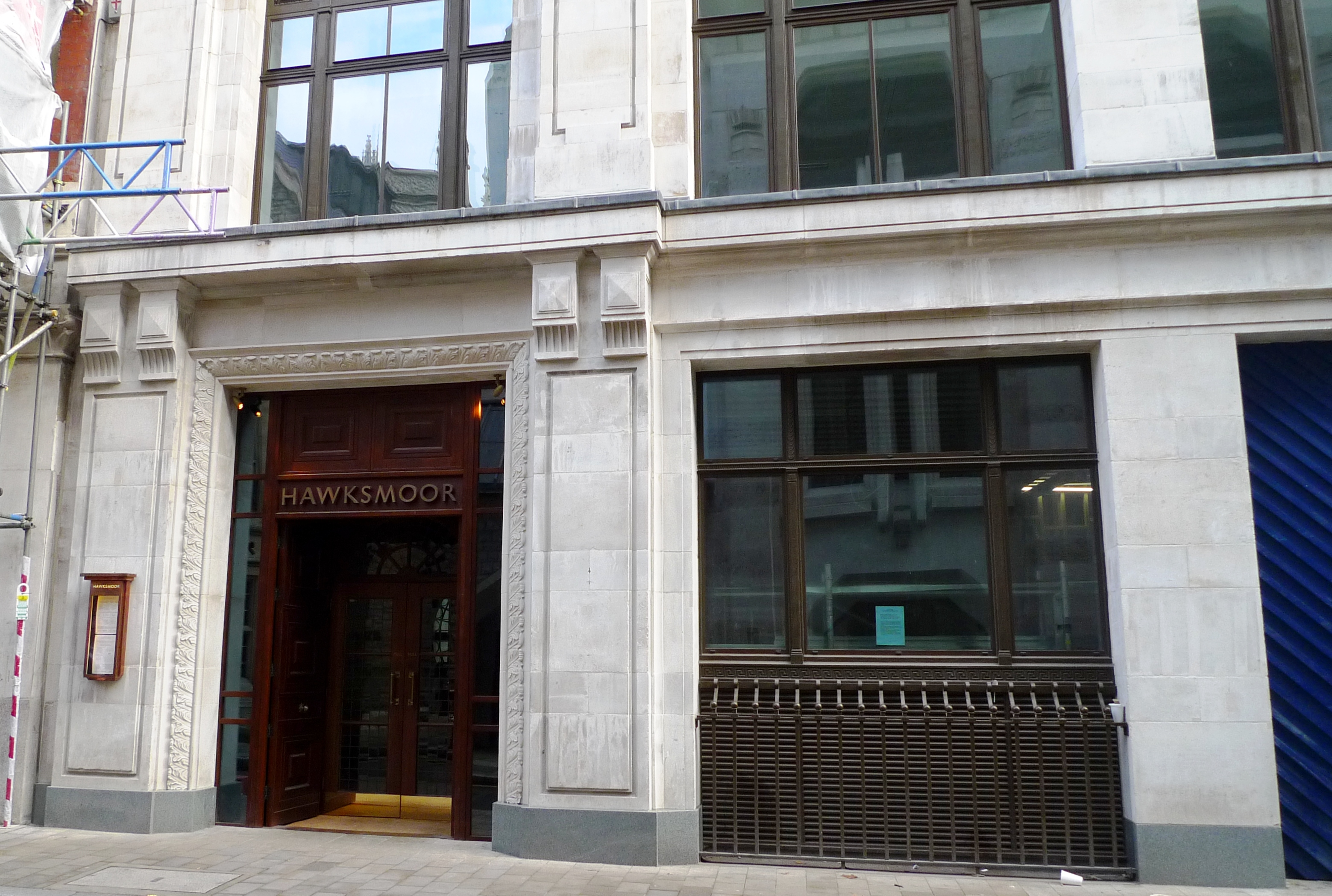
La Basinghall Street près du quartier de Guildhall